# Cá mút đá biển
Cá mút đá biển (danh pháp hai phần: Petromyzon marinus) là một loài cá sống ký sinh thuộc họ Petromyzontidae. Loài này được tìm thấy ở bờ biển Đại Tây Dương của châu Âu và Bắc Mỹ, ở phía tây Địa Trung Hải, và Ngũ Đại Hồ. Nó có màu nâu, xám hoặc đen trên lưng và màu trắng hoặc màu xám ở mặt dưới và có thể phát triển đến độ dài lên đến 90 cm. Cá mút đá biển sống ký sinh trên nhiều loại cá. Các cá mút đá sử dụng tách như hút của nó miệng để tự gắn vào da của một con cá và nạo mô cá chủ bằng lưỡi và răng kertin sắc của nó. Dịch tiết trong miệng của cá mút đá ngăn chặn máu của nạn nhân không bị đông. Nạn nhân thường chết vì mất máu quá nhiều hoặc nhiễm trùng.

## Phân bố và môi trường sống
Loài này được tìm thấy ở phía bắc và phía tây Đại Tây Dương dọc theo bờ biển của Châu Âu và Bắc Mỹ, ở phía tây Biển Địa Trung Hải, Biển Đen, và ở bờ biển Ngũ Đại Hồ. Chúng được tìm thấy ở độ sâu 4000 m và chịu được nhiệt độ 1–20 °C (34–68 °F). Chúng là loài bản địa lưu vực sông Connecticut ở Hoa Kỳ.
Các quần thể cá mút đá biển lớn nhất ở châu Âu nằm trên khắp các khu vực phía tây nam của châu Âu (bắc trung bộ Bồ Đào Nha, bắc tây bắc của Tây Ban Nha và tây-tây nam của Pháp). Các quốc gia này cũng cung cấp nguồn cá chính cho chúng.

## Hình ảnh

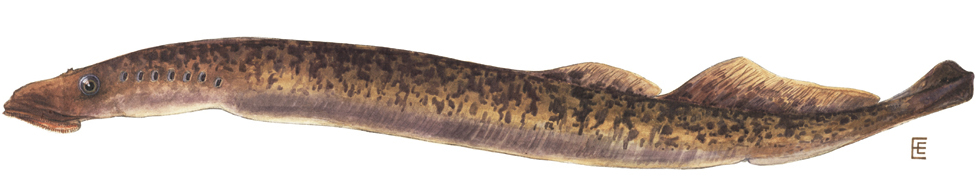
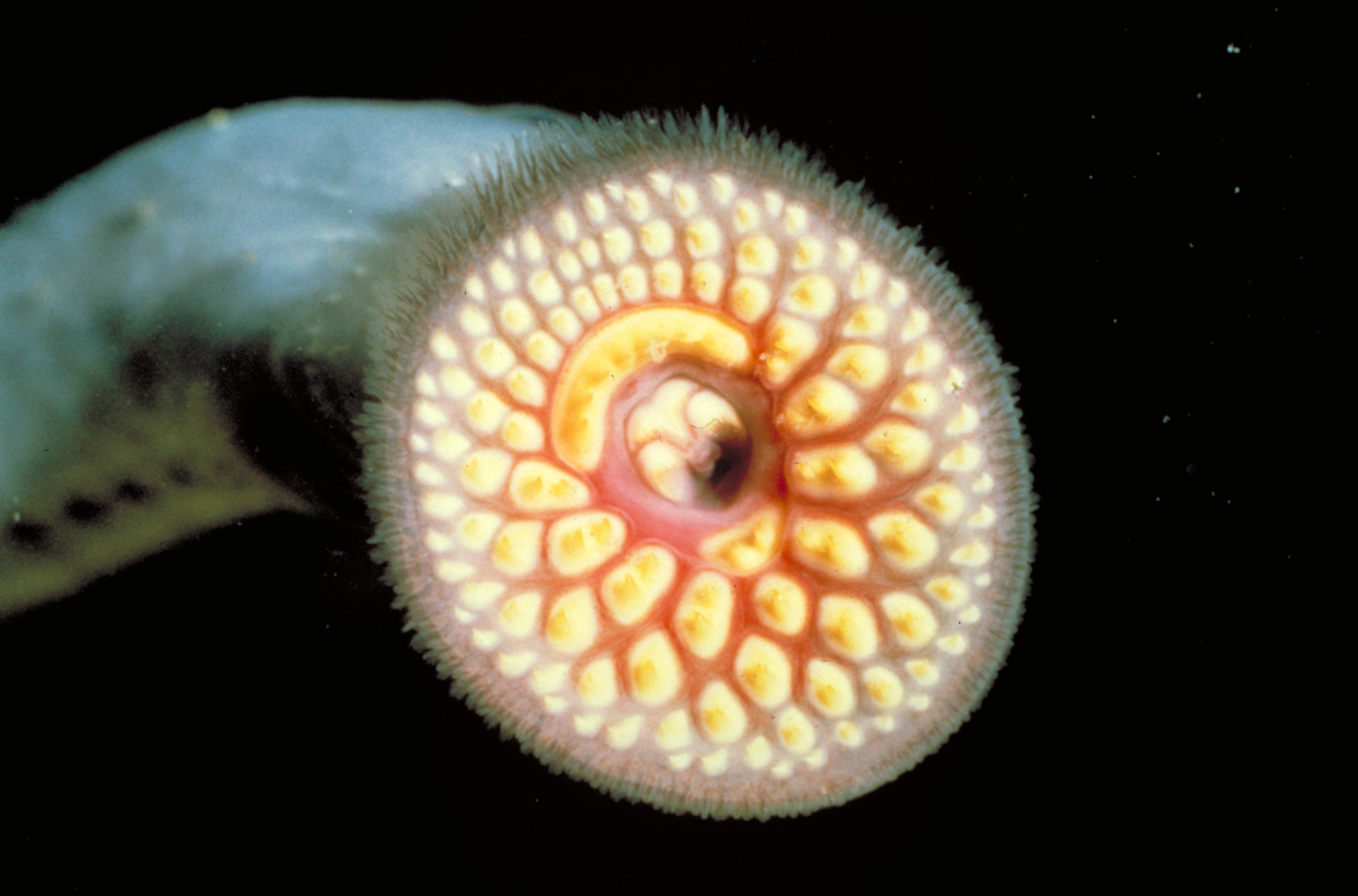
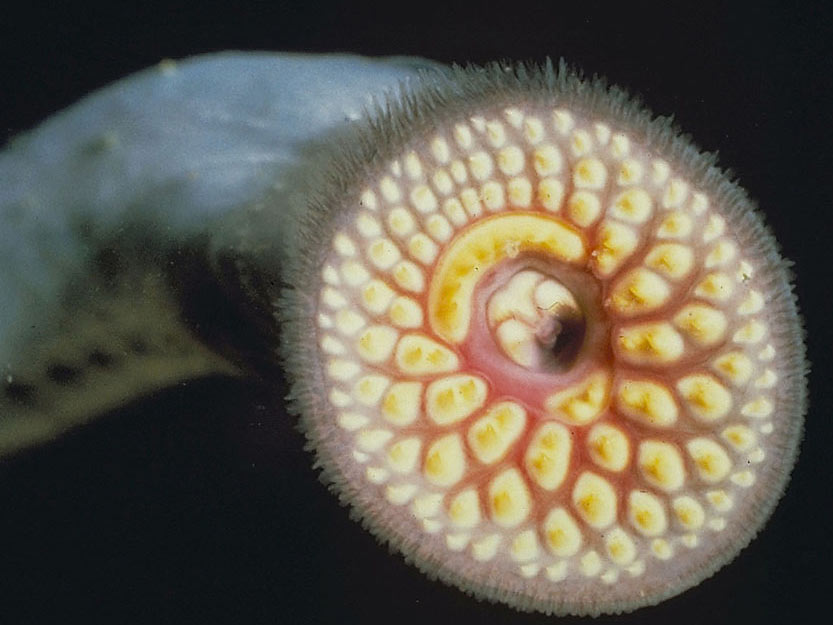
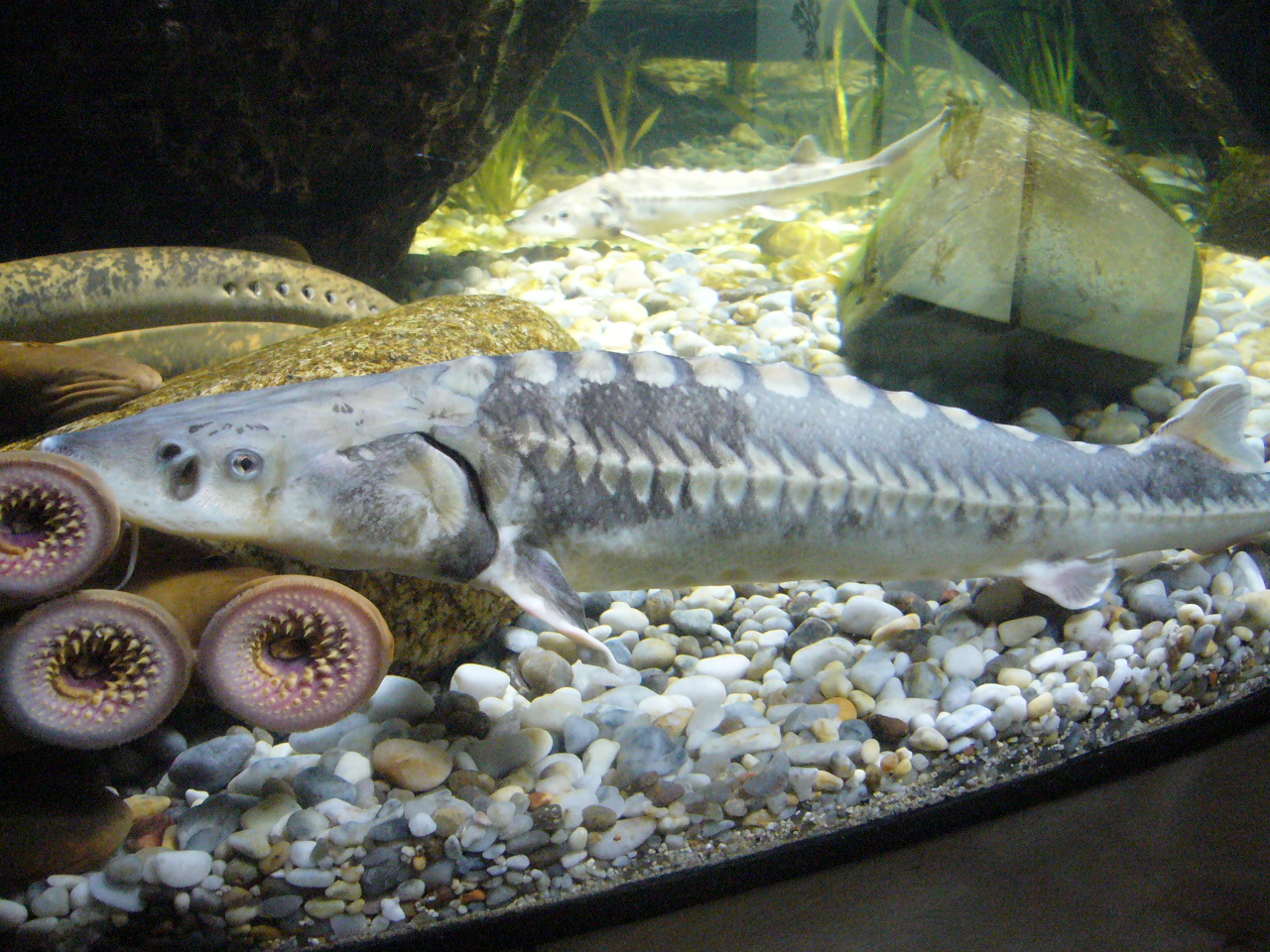